# رشكان عليا
رشكان عليا هي قرية في مقاطعة سردشت، إيران. يقدر عدد سكانها بـ 14 نسمة بحسب إحصاء 2016.